# Xbox Series X/S
Xbox Series X та Xbox Series S — четверте покоління консолей Xbox. Вийшли 10 листопада 2020 року, старша Xbox Series X і молодша Xbox Series S є частиною дев'ятого покоління ігрових консолей, яке також охоплює PlayStation 5 від Sony, випущену того ж місяця. Обидві моделі прийшли на зміну Xbox One.
Як і Xbox One, приставки використовують x86-64 процесор і графічний чіп від AMD. Обидві моделі мають твердотільні накопичувачі (SSD) для зменшення часу завантаження, підтримку апаратного прискорення трасування променів і просторового звуку, можливість конвертувати ігри в рендеринг високого динамічного діапазону (HDR) за допомогою машинного навчання (Auto HDR), підтримку HDMI 2.1 зі змінною частотою оновлення (VRR) і режимом з низькою затримкою, а також оновлені контролери. Xbox Series X була розроблена для номінального відтворення ігор з роздільною здатністю 2160p (4K) при частоті 60 кадрів на секунду (FPS). Дешевша, лише цифрова Xbox Series S, яка має слабші технічні характеристики та не має оптичного приводу, була розроблена для номінального відтворення ігор з роздільною здатністю 1440p при 60 кадрах на секунду, з підтримкою масштабування до 4K і трасуванням променів. Xbox Series X/S мають зворотну сумісність майже з усіма Xbox One іграми та аксесуарами (включно з іграми від Xbox 360 та Xbox Original, які були зроблені сумісними з Xbox One); новіше апаратне забезпечення забезпечує кращу продуктивність і візуальну частину в іграх. На старті Microsoft заохочувала «м'який» перехід між поколіннями, подібно до ігор на ПК, пропонуючи метод «Smart Delivery», щоб дозволити видавцям надавати оновлені версії ігор для Xbox One з оптимізацією для Xbox Series X/S.
Критики хвалили Xbox Series X/S за технічні поліпшення порівняно з Xbox One та акцент Microsoft на релізах для різних поколінь, але вважали, що ігри доступні на момент запуску, не повністю використовували можливості апаратного забезпечення консолей.
За оцінками, станом на червень 2024 року було продано понад 28 мільйонів одиниць Xbox Series X/S.

## Історія
Microsoft вперше розповіла про нову Xbox під кодовою назвою Project Scarlett під час своєї прес-конференції E3 2019. Компанія розрахувала, що Scarlett буде в чотири рази потужнішою за Xbox One X, підтримуючи роздільну здатність 8K, трасування променів у реальному часі та рендеринг на частоті 120 кадрів за секунду. Microsoft заявила, що хоче забезпечити легкий перехід від Xbox One до Scarlett, при цьому Scarlett підтримує зворотну сумісність зі всіма іграми та більшістю апаратних засобів, які підтримуються Xbox One. Консоль була офіційно представлена як Xbox Series X під час The Game Awards 2019, а її остаточний дизайн та дата виходу — наприкінці 2020 року.
Після показу, прес-секретар Microsoft заявив, що Xbox Series X є продуктом у четвертому поколінні консолей Xbox, який буде позначатися просто як Xbox, без підзаголовків. До анонсу на E3 було припущення, що Microsoft також розробляє другу, слабшу консоль під кодовою назвою Lockhart для супроводу Scarlett.

## Характеристики

### Дизайн
Xbox Series X. Форма консолі Xbox Series X розроблена ненав'язливою і мінімалістичною. Вона має форму чорного матового паралелепіпеда розмірами 15,1 см × 15,1 см, висоту 30,1 см і важить 4,45 кг; який можна розташовувати горизонтально і вертикально. На передній панелі є лише головна кнопка живлення і слот для оптичних носіїв. Верхня частина пристрою являє собою один потужний вентилятор. Глава Xbox Філ Спенсер заявляє, що Xbox Series X така же тиха, як Xbox One X.
Xbox Series S має форму білого матового паралелепіпеда зі сторонами 27,5 см × 15,1 см × 6,3 см, який також можна розташовувати горизонтально і вертикально. На найбільшій грані (передній при вертикальному розташуванні) розташовано тільки круглу перфоровану панель, крізь яку надходить повітря для охолодження, та логотип Xbox. Верхня грань також перфорована, під нею розташовано вентилятори. Кнопки та порти містяться на менших гранях.

### Технічні характеристики

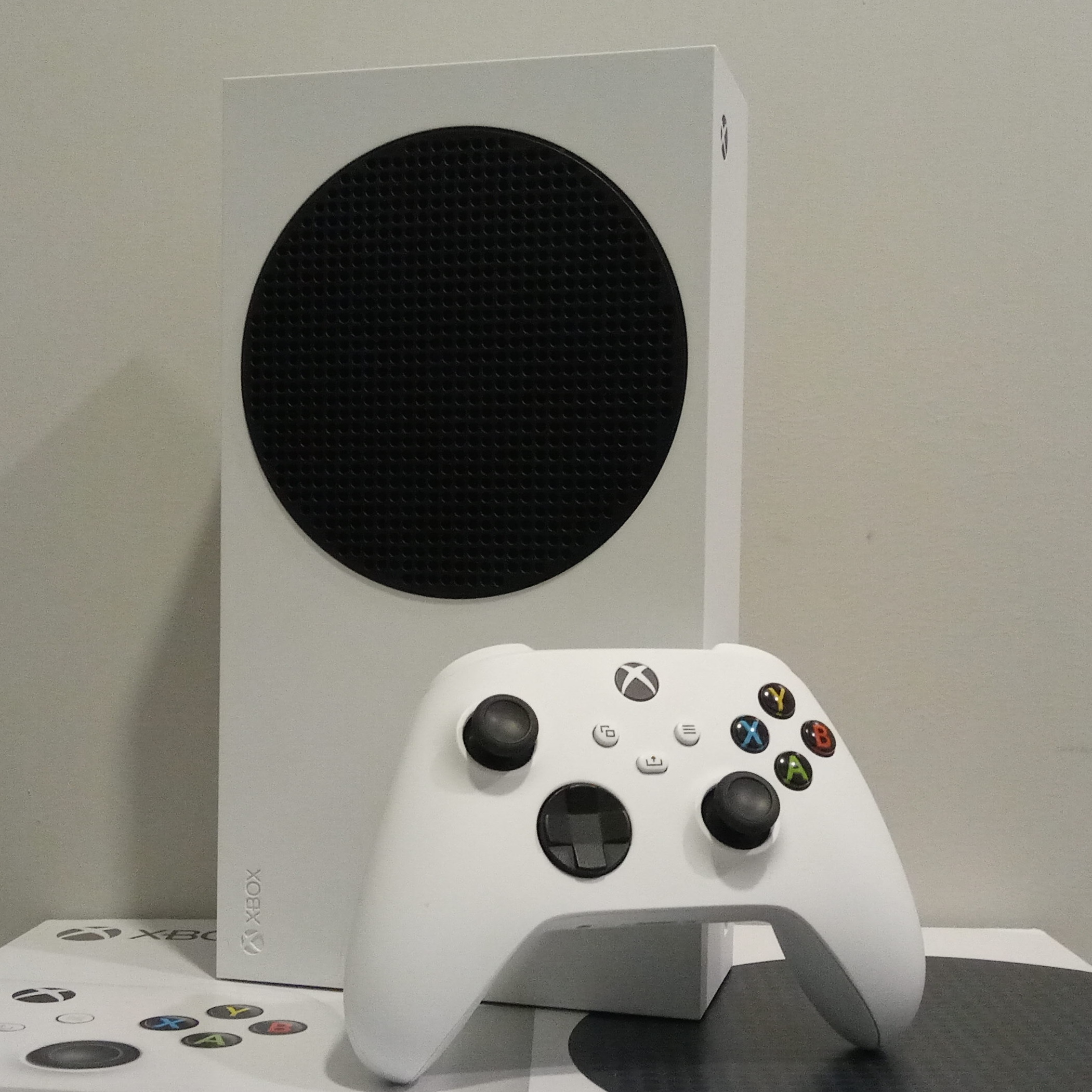
Xbox Series S із геймпадом

Xbox Series X має кастомний центральний процесор AMD Zen 2, з кристалом розміром 360,45 мм2 з вісьмома ядрами, що працюють на номінальній частоті 3,8 ГГц, або при використанні багатопотоковості (SMT) — на частоті 3,6 ГГц. Одне ядро процесора призначене для базової операційної системи.
Графічний процесор також є спеціальним модулем на основі графічної архітектури AMD RDNA 2. Він має в цілому 56 обчислювальних блоків (CU) з 3584 ядрами, з увімкненими 52 CU і 3328 ядрами і працюватиме на фіксованій частоті 1,825 ГГц. Має потужність 12,147 терафлопс.
Пристрій оснащується 16 ГБ оперативної пам'яті GDDR6 SDRAM, з яких 10 ГБ працюють на швидкості 560 ГБ/с, головним чином для використання з графічною системою, а решта 6 ГБ на швидкості 336 ГБ/с для інших обчислювальних функцій. Після розрахунку системного програмного забезпечення приблизно 13,5 ГБ пам'яті доступно для ігор та інших програм, причому системне програмне забезпечення буде брати тільки з повільнішого місця.
Внутрішнім сховищем Xbox Series X слугує твердотільний накопичувач NVM Express (NVMe) ємністю 1 ТБ з вихідною пропускною спроможністю введення/виведення 2,4 ГБ/с. Завдяки вбудованому блоку стиснення/розпакування пристрій здатний пропускати до 4,8 ГБ/с. Доступний запатентований зовнішній SSD на 1 ТБ, який функціонує аналогічно картам пам'яті на інших пристроях. Додаткове сховище жорсткого диска може підмикатися через USB-з'єднання. У комплект також входить оптичний привід 4k UHD Blu-Ray. Розробники The Coalition виявили для прикладу, що без будь-яких змін в коді, Gears 5 завантажується на Xbox Series X в чотири рази швидше, ніж на Xbox One X через вищу пропускну здатність пам'яті та сховища, і зможе збільшити її після включення нових підпрограм зберігання DirectX.
Задні порти включають вихід HDMI 2.1, 3 USB 3.2, з'єднання Ethernet, слот для додаткового зберігання і вхід живлення; ранній витік пропонував порт TOSLINK для цифрового аудіо, але це було усунуто к фінальному проекті. Відсутнім на Xbox Series X є прохідний порт HDMI, який був на Xbox One, а також інфрачервоного порт для дистанційного керування. Вихід Xbox Series X відповідає специфікації HDMI Consumer Electronics Control, що дозволяє консолі управляти функціями підключеного телевізора в якості заміни цих відсутніх портів.
Xbox Series S оснащена тим же центральним процесором з дещо меншою частотою, але суттєво слабшим графічним процесором RDNA2 з 20 CUs на 1.55 ГГц, що дає потужність 4 терафлопса. Консоль містить 10 ГБ тієї ж оперативної пам'яті та SSD на 512 ГБ з аналогічною пропускною спроможністю. Series S не має оптичного привода. Може відтворювати зображення в роздільності 1440p, з підтримкою збільшення до 4K при 60 кадрах в секунду, хоча здатна досягати і 120 кадрів. Позаду консолі (при горизонтальному розташуванні) містяться порт HDMI, два USB і Ethernet port. Попереду розташовані один USB і кнопка синхронізації з геймпадом з приймачем інфрачервоного сигналу для керування з пульта.

### Порівняння «X» і «S»
У цій таблиці наведено порівняння характеристик консолей Xbox Series X і S.
| Деталь                 | Деталь                 | Series X                                                                 | Series S                                                                   |
| ---------------------- | ---------------------- | ------------------------------------------------------------------------ | -------------------------------------------------------------------------- |
| Процесори              | CPU                    | Кастомний Zen 2 8 ядер @ 3.8 ГГц (3.66 ГГц з SMT)                        | Кастомний Zen 2 8 ядер @ 3.6 ГГц (3.4 ГГц з SMT)                           |
| Процесори              | GPU                    | Кастомний RDNA 2 52 CU @ 1.825 ГГц 12 терафлопс                          | Кастомний RDNA 2 20 CU @ 1.565 GHz 4 терафлопс                             |
| Оперативна пам'ять     | Оперативна пам'ять     | 16 GB GDDR6 з шиною 320 біт 10 ГБ @ 560 ГБ/с, 6 GB @ 336 ГБ/с            | 10 GB GDDR6 з шиною 128 біт 8 ГБ @ 224 ГБ/с, 2 GB @ 56 ГБ/с                |
| Сховище                | Внутрішнє              | 1 TB PCIe Gen 4 кастомний NVMe SSD 2.4 GB/s сирі дані, 4.8 GB/s стиснуті | 512 GB PCIe Gen 4 кастомний NVMe SSD 2.4 GB/s сирі дані, 4.8 GB/s стиснуті |
| Сховище                | Розширюване            | 1-2 ТБ (картка розширення)                                               | 1-2 ТБ (картка розширення)                                                 |
| Сховище                | Зовнішнє               | HDD з підтримкою USB 3.1                                                 | HDD з підтримкою USB 3.1                                                   |
| Оптичний привід        | Оптичний привід        | Ultra HD Blu-ray                                                         | немає                                                                      |
| Цільова продуктивність | Цільова продуктивність | 4K при 60 FPS, і до 120 FPS                                              | 1440p при 60 FPS, і до 120 FPS                                             |
| Виміри                 | Розміри                | 30,1 см × 15,1 см × 15,1 см                                              | 27,5 см × 15,1 см × 6,5 см                                                 |
| Виміри                 | Маса                   | 4,4 кг                                                                   | 1,93 кг                                                                    |
| Модель                 | Модель                 | 1882                                                                     | 1883/1881                                                                  |
| Ціна                   | Ціна                   | $499/€499/£449/A$749/C$599                                               | $299/€299/£249/A$499/C$379                                                 |

## Можливості

### Відео та звук
Метою Xbox Series X є рендеринг в 4k зі швидкістю 60 кадрів за секунду. Microsoft заявила, що консольний процесор буде в чотири рази потужніший, ніж в Xbox One X, включаючи підтримку трасування променів в режимі реального часу, рендеринг до 120 кадрів за секунду і підтримку 8K через стандарт HDMI 2.1. Консоль також підтримує нові функції стандарту HDMI 2.1, включаючи змінну частоту оновлення (VRR) і автоматичний режим з низькою затримкою (ALLM), які в даний час включені в нові телевізори. Консоль має спеціальне апаратне прискорення звуку. Функція, звана «трасування аудіо-променів», використовує графічний процесор трасування променів для обробки просторового звуку з урахуванням довкілля, сприяючи зануренню гравця в гру.

### Системне програмне забезпечення
Спенсер заявив, що компанія надає пріоритет високій частоті кадрів і швидшому часу завантаження в якості пріоритету перед вищою роздільною здатністю, що досягається Series X завдяки більш узгодженим можливостям CPU і GPU. Microsoft також сконцентрувалася на зниженні ефектів затримки введення для підвищення швидкості відгуку, додавши підтримку функцій HDMI 2.1 Auto Low Latency Mode, Variable Refresh Rate і технології «динамічного введення затримки» — нового шляху введення, який дозволяє розробникам включати потенційну затримку контролера в їхні ігри. Крім того, консоль дозволяє користувачам згортати і відновлювати більше однієї гри одночасно. Ця функція включає в себе відновлення призупиненої гри після перезавантаження консолі.
З 6 травня 2021 року за програмою тестування оновлень Xbox Insider на консолі Series X/S офіційно запрацював вебоглядач Microsoft Edge на базі рушія Chromium з підтримкою мишки та клавіатури. Попередня версія Microsoft Edge мала обмежену функціональність. З-поміж іншого новий оглядач дозволив запускати через себе хмарний офісний пакет Office 365.

## Аксесуари

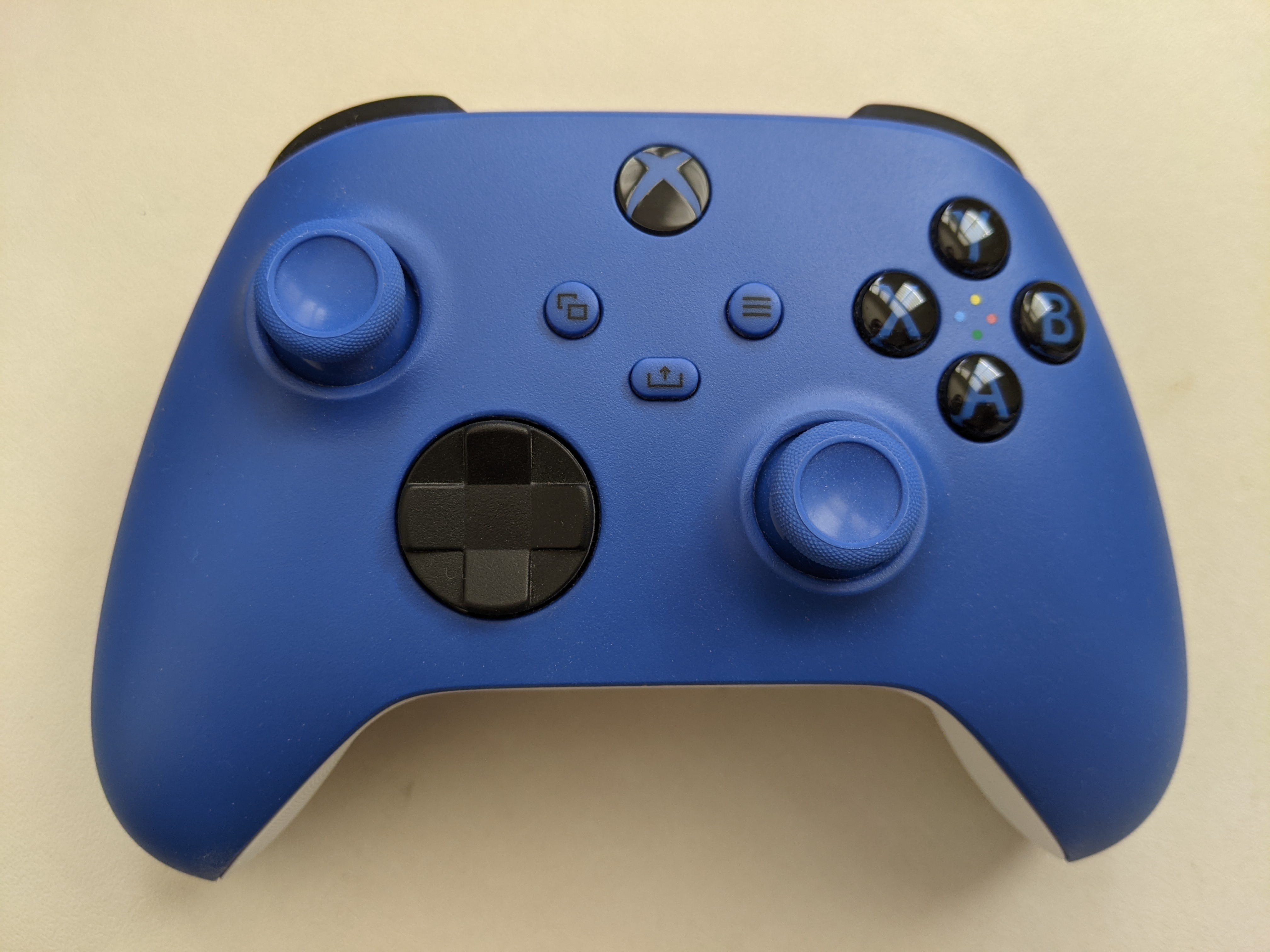
Xbox Wireless Controller, модель 2020 року 1914 'Shock Blue'

### Геймпад

#### Xbox Series X|S Wireless Controller
Консоль поставляється з оновленою версією бездротового контролера Xbox One Wireless Controller, ергономічнішого, щоб відповідати великому діапазону розмірів рук. Він містить всі ті ж кнопки, що і на попередніх контролерах: два аналогових стіка, які можна натискати, кругову панель, чотири кнопки дій, дві системні кнопки («Вигляд» і «Меню»), головну кнопку Xbox спереду і чотири тригери. Новий контролер має кнопку «Поділитися» поруч з «Вигляд» і «Меню», які використовуються для запису та обміну відеокліпами або скриншотами ігрового процесу. Microsoft виявила, що, націливши розмір на руки восьмирічної дитини, вони змогли зробити дизайн відповіднішим для більшої частини населення, і, таким чином, мали рельєфніші рукоятки, а також зменшували і округляли кнопки тригерів. D-pad має новий увігнутий дизайн, який, за словами Раяна Вітакера (Microsoft), став засобом об'єднання звичайного стилю d-pad на стандартному контролері Xbox One і версії в варіанті Elite для задоволення різноманітних стилів гри. Маленькі тактильні цятки були додані до кнопок, щоб допомогти гравцям зорієнтувати пальці на елементах керування. Контролер продовжив використовувати дві батареї типу АА, хоча як аксесуар доступний акумулятор. Microsoft виявила, що дослідження фокус-груп показали, що гравці майже розділилися 50/50 по використанню батарей в процесі підзарядки і, таким чином, зробили контролер гнучким для обох сторін.
Контролер використовує той же бездротовий протокол, представлений в Xbox One, і сумісний з наявними консолями Xbox One. Наявні контролери Xbox One також сумісні з Xbox Series X. Новий контролер Xbox Series X до того ж підтримує стандарт Bluetooth Low Energy (BTLE), що дозволяє йому зв'язуватися з мобільними пристроями та іншим обладнанням, що підтримує цей стандарт, і має внутрішню пам'ять для запам'ятовування цих з'єднань. Новий контролер використовує стандартний зарядний порт USB-C для своєї батареї.
З липня 2021 року підтримуватиметься сервісом Xbox Design Lab, який пропонує замовляти геймпади в обраних кольорах.

#### Razer Wolverine V2
Дротовий геймпад від Razer під назвою Wolverine V2 розроблений для Xbox Series X / S, а також сумісний з Xbox One та ПК. Його продажі почалися з 20 листопада 2020 року. Його функціональність майже аналогічна оригінальному геймпаду, але пристрій передбачає комфортніше користування. Більшість змін, порівняно з попередньою версією, косметичні, але рукоятки стали круглішими, з рельєфною текстурою, щоб міцно триматися в руках. Кнопки «Вигляд» і «Меню» розташовані вище, ніж в оригінальному геймпаді, а «Поділитися» поміщено між D-pad і правим стіком. Нижче міститься кнопка керування звуком. Також він має дві додаткові кнопки попереду, які можна запрограмувати.

### Пристрої VR
Спенсер сказав, що Xbox Series X, швидше за все, не матиме негайної підтримки віртуальної реальності (VR) при запуску, і що вони очікують, що будь-яка підтримка VR буде заснована на компонентах Windows Mixed Reality, що містяться в Windows 10 компонентах консолі, але в іншому не був фокусом розробки консолі до випуску.

### Інші пристрої
Консолі Xbox Series підтримують мишки та клавіатури, що можуть використовуватися також на ПК. Проте єдиним набором з мишки та клавіатури, розробленим і ліцензованим спеціально для Xbox Series, є Razer Turret.

## Ігри

### Створення та поширення
Microsoft анонсувала систему, відому як «Smart Delivery», яка ефективно реалізує перехресні покупки між версіями ігор для Xbox One і Xbox Series X, випущеними на обох консолях. «Краща доступна версія» гри для обладнання буде завантажена автоматично. Microsoft розмістила цю функцію у видавців, які планують випускати версії ігор для Series X після виходу на Xbox One, і для користувачів, які переходять з Xbox One на Series X. В даний час невідомо, чи зможуть видавці відмовитися від цієї схеми (отже вимагати, щоб версії ігор для Xbox Series X купувалися окремо), або це буде застосовуватися лише до ігор Xbox One придбаних в роздрібній торгівлі.
Xbox Game Studios і CD Projekt RED взяли на себе зобов'язання використовувати Smart Delivery в своїх майбутніх проектах. У січні 2020 року голова XGS Метт Буті заявив, що не планує найближчим часом випускати ігри ексклюзивні для Series X, заявивши, що Microsoft хоче щоб покупці консолі Xbox One до запуску Series X, все одно «відчували, що вони зробили хороші інвестиції, і що ми віддані їм з контентом». Спенсер пояснив, що цей підхід полягає в тому, щоб поставити в центр гравця, а не консоль, порівнявши його з поточною екосистемою комп'ютерних ігор, де розробники можуть націлювати гру на висококласне обладнання, але при цьому дозволяти грати в неї на слабших пристроях. Але Microsoft не заважає стороннім розробникам випускати ігри, сумісні виключно з Xbox Series X.
Ігри, оптимізовані для Xbox Series X отримують логотип «Optimized for Series X». Передбачається, що вони працюватимуть і на Xbox Series S, але менш продуктивно: у меншій роздільності, з довшим завантаженням і без трасування променів.

### Зворотна сумісність
Microsoft заявила, що Xbox Series X буде підтримувати всі ігри, в які можна грати на Xbox One, включаючи проекти для Xbox 360 і оригінального Xbox, які в даний час підтримуються завдяки зворотній сумісності на Xbox One, що дозволяє консолі підтримувати чотири покоління ігор. Щоб домогтися цього, Microsoft оголосила, що з червня 2019 року більше не буде додавати ігри в програму зворотної сумісності Xbox One. Зворотна сумісність запланована бути стартовою функцією, і Спенсер сказав в грудні 2019 року, що він сам допомагав тестувати ігри для цього. Через особливості обробки Xbox Series X, можливо, щоб розширені параметри графічних процесів, які з самого початку не були запрограмовані в цих старих іграх, можна було використовувати в грі при відтворенні на консолі, такі як підтримка рендерингу в високому динамічному діапазоні (HDR).